# Роуз, Лиз
Лиз Роуз (англ. Liz Rose) — американская поэтесса, автор песен в жанре кантри-музыки, известная по её совместным работам с Тейлор Свифт. Лауреат нескольких премий, в том числе Грэмми за лучшую кантри-песню года «White Horse» певицы Тейлор Свифт, и премия Songwriter of the Year award от Общества по защите авторских прав европейских музыкальных авторов и композиторов (2007).

## Биография
Родилась в Далласе (штат Техас, США) и выросла в Ирвинге (Техас). Роуз переехала в Нашвилл, штат Теннесси, вместе со своим мужем Джонни Роузом и начала писать песни по предложению друга. Одной из первых ее песен стала «Elisabeth», которую записал Билли Гилман.
Роуз начала писать песни вместе с Тейлор Свифт для дебютного альбома Свифт 2006 года с собственным названием, на котором Роуз имеет семь соавторских песен. Среди этих композиций были два первых сингла альбома, «Tim McGraw» и «Teardrops on My Guitar», благодаря которым Роуз получила награду «Автор песен года» от Общества по защите авторских прав европейских музыкальных авторов и композиторов в 2007 году. Роуз продолжила сотрудничать со Свифт на ее втором альбоме, Fearless 2008 года. Свифт и Роуз стали соавторами синглов «White Horse» и «You Belong with Me», а также заглавного трека «Fearless». Песня «White Horse» получила премию «Грэмми» за лучшую кантри-песню в 2010 году, а «You Belong with Me» была номинирована на премию «Грэмми» как лучшая песня года. На четвертом альбоме Свифт, Red 2012 года, Роуз стала соавтором одной песни под названием «All Too Well».

## Награды и номинации
| Год  | Ассоциация                | Категория         | Номинированная работа                                | Результат |
| ---- | ------------------------- | ----------------- | ---------------------------------------------------- | --------- |
| 2010 | Grammy Awards             | Song of the Year  | You Belong With Me (вместе с Taylor Swift)           | Номинация |
| 2010 | Grammy Awards             | Best Country Song | White Horse (вместе с Taylor Swift)                  | Победа    |
| 2015 | Country Music Association | Song of The Year  | Girl Crush (вместе с Lori McKenna и Hillary Lindsey) | Победа    |
| 2016 | Grammy Awards             | Song of The Year  | Girl Crush (вместе с Lori McKenna и Hillary Lindsey) | Номинация |
| 2016 | Grammy Awards             | Best Country Song | Girl Crush (вместе с Lori McKenna и Hillary Lindsey) | Победа    |
| 2016 | Academy of Country Music  | Song of the Year  | Girl Crush (вместе с Lori McKenna и Hillary Lindsey) | Номинация |